# Кримська обласна рада народних депутатів XVIII скликання
Кримська обласна рада народних депутатів вісімнадцятого скликання — представничий орган Кримської області у 1982—1985 роках.
Нижче наведено список депутатів Кримської обласної ради 18-го скликання, обраних 20 червня 1982 року в загальних та особливих округах. Всього до Кримської обласної ради 18-го скликання було обрано 230 депутатів.
| Прізвище, ім'я, по-батькові          | Місто чи район           | Виборчий округ | Посада | Примітки                          |
| ------------------------------------ | ------------------------ | -------------- | --- | --------------------------------- |
| Авраамов Георгій Миколайович         | Сімферопольський район   | № 201          | директор радгоспу-заводу «Виноградний»                                                                                                  |                                   |
| Адамень Федір Федорович              | Совєтський район         | № 216          | голова Совєтського райвиконкому |                                   |
| Альохін Михайло Данилович            | Феодосія                 | № 90           | начальник Кримського обласного управління комунального господарства                                                                     |                                   |
| Альохіна Валентина Володимирівна     | Алушта                   | № 6            | робітниця садівницької бригади радгоспу-заводу «Алушта»                                                                                 |                                   |
| Анащенков Микола Володимирович       | Євпаторія                | № 21           | штукатур будівельного управління «Викінчбуд» тресту «Євпаторіябуд»                                                                      |                                   |
| Арбузов Валерій Дмитрович            | Совєтський район         | № 218          | завідувач відділу організаційно-партійної роботи Кримського обласного комітету КПУ                                                      |                                   |
| Аронов Михайло Аркадійович           | Феодосія                 | № 96           | начальник Кримського головного територіального управління Держпостачу Української РСР                                                   |                                   |
| Ачкалова Людмила Миколаївна          | Керч                     | № 38           | машиніст крана залізничного цеху Камиш-Бурунського залізорудного комбінату імені С. Орджонікідзе                                        |                                   |
| Багров Микола Васильович             | Нижньогірський район     | № 175          | секретар Кримського обласного комітету КПУ                                                                                              |                                   |
| Баркан Віталій Михайлович            | Керч                     | № 32           | слюсар-сантехнік Керченського міжколгоспного скляного заводу                                                                            |                                   |
| Бахтін Юрій Георгійович              | Ленінський район         | № 168          | голова Кримського облвиконкому |                                   |
| Беренштейн Нусик Борисович           | Сімферополь              | № 60           | головний інженер Кримського виробничого трикотажного об'єднання                                                                         |                                   |
| Бєлкіна Тетяна Іванівна              | Сімферополь              | № 84           | маляр пересувної механізованої колони № 176 тресту «Кримсільбуд»                                                                        |                                   |
| Бихов Леонід Васильович              | Керч                     | № 33           | начальник управління КДБ по Кримській області                                                                                           | повноваження припинені 18.03.1983 |
| Білокуренко Наталія Олексіївна       | Сімферополь              | № 56           | ливарниця Сімферопольського заводу пластмас імені 60-річчя Великої Жовтневої соціалістичної революції                                   |                                   |
| Бобашинський Володимир Олександрович | Роздольненський район    | № 189          | редактор газети «Кримська правда» |                                   |
| Бобков Віталій Іванович              | Красногвардійський район | № 157          | бригадир радгоспу «Краснознам'янський»                                                                                                  |                                   |
| Бовтуненко Євгенія Іванівна          | Феодосія                 | № 98           | бригадир виноградарської бригади радгоспу-заводу «Феодосійський»                                                                        |                                   |
| Бойко Федір Никонович                | Сакський район           | № 192          | голова Сакського райвиконкому |                                   |
| Бондарєв Вікторій Петрович           | Джанкой                  | № 11           | бригадир пересувної механізованої колони № 8 управління «Кримканалбуд»                                                                  |                                   |
| Бочарова Ганна Леонідівна            | Сімферополь              | № 80           | студентка Кримського сільськогосподарського інституту імені Калініна                                                                    |                                   |
| Бризицький Василь Іванович           | Євпаторія                | № 14           | бригадир наладчиків автоматів Євпаторійського машинобудівного заводу                                                                    |                                   |
| Бульба Марія Віталіївна              | Джанкой                  | № 10           | робітниця Джанкойського консервного заводу                                                                                              | повноваження припинені 7.09.1983  |
| Бурко Віктор Михайлович              | Сімферополь              | № 67           | машиніст тепловоза Сімферопольського локомотивного депо Придніпровської залізниці                                                       |                                   |
| Бутимова Галина Леонідівна           | Євпаторія                | № 19           | продавець магазину № 2 Євпаторійського курортпродторгу                                                                                  |                                   |
| Валянська Наталія Миколаївна         | Керч                     | № 40           | студентка Керченського філіалу Донецького інституту радянської торгівлі                                                                 |                                   |
| Валькова Лідія Нилівна               | Керч                     | № 27           | завідувач секції універмагу «Чайка» управління торгівлі Керченського міськвиконкому                                                     |                                   |
| Ванюшкіна Тетяна Дмитрівна           | Кіровський район         | № 144          | зоотехнік колгоспу імені Червоної армії                                                                                                 |                                   |
| Варичев Михайло Якович               | Алушта                   | № 5            | голова Алуштинського міськвиконкому |                                   |
| Вініченко Марія Захарівна            | Чорноморський район      | № 227          | бригадир птахотоварної ферми колгоспу «Більшовик»                                                                                       |                                   |
| Власенко Надія Максимівна            | Красногвардійський район | № 150          | оператор Урожайненського комбінату хлібопродуктів № 1                                                                                   |                                   |
| Волков Леонід Григорович             | Сімферопольський район   | № 205          | директор Кримрадгоспвинтресту |                                   |
| Волков Михайло Олександрович         | Красноперекопськ         | № 46           | голова Красноперекопського міськвиконкому                                                                                               |                                   |
| Гаврищук Ніна Павлівна               | Сімферополь              | № 77           | водій тролейбуса Сімферопольського тролейбусного управління                                                                             |                                   |
| Гарбузенко Валентина Тимофіївна      | Сімферополь              | № 73           | пошивниця Сімферопольської шкіргалантерейної фабрики                                                                                    |                                   |
| Гарбузова Ніна Андріївна             | Бахчисарайський район    | № 118          | керуюча відділку № 6 радгоспу-заводу імені Чкалова                                                                                      |                                   |
| Гармашов Володимир Михайлович        | Керч                     | № 31           | докер-механізатор Керченського морського торговельного порту                                                                            | повноваження припинені 7.09.1983  |
| Глазкова Ніна Іванівна               | Бахчисарайський район    | № 117          | бригадир виноградарської бригади радгоспу-заводу «Плодове»                                                                              |                                   |
| Гнап Зінаїда Петрівна                | Нижньогірський район     | № 177          | доярка колгоспу імені Войкова |                                   |
| Голєва Зоя Григорівна                | Ленінський район         | № 171          | доярка колгоспу «Ініціатива» |                                   |
| Голянтус Людмила Олександрівна       | Сімферополь              | № 63           | слюсар-складальник заводу пневмоустаткування Сімферопольського науково-виробничого об'єднання «Пневматика»                              |                                   |
| Горустович Марія Василівна           | Красноперекопський район | № 163          | майстер машинного доїння радгоспу «Герої Сиваша»                                                                                        |                                   |
| Гунько Микола Макарович              | Бахчисарайський район    | № 119          | голова правління колгоспу імені 60-річчя Радянської України                                                                             |                                   |
| Гризодуб Микола Михайлович           | Нижньогірський район     | № 178          | 2-й секретар Нижньогірського районного комітету КПУ; голова Нижньогірського райвиконкому                                                |                                   |
| Гуренко Федір Миколайович            | Ленінський район         | № 165          | голова Кримського обласного виробничого об'єднання із виробничо-технічного забезпечення сільського господарства                         |                                   |
| Даниленко Михайло Макарович          | Білогірський район       | № 126          | голова Білогірського райвиконкому |                                   |
| Дев'яткін Олексій Костянтинович      | Керч                     | № 34           | бригадир арматурників Керченського заводу залізобетонних виробів                                                                        | повноваження припинені 7.09.1983  |
| Дев'ятко Віктор Петрович             | Білогірський район       | № 132          | тракторист колгоспу імені Калініна |                                   |
| Демченко Микола Петрович             | Красногвардійський район | № 153          | директор Кримської державної сільськогосподарської дослідної станції                                                                    |                                   |
| Деньщук Віктор Михайлович            | Сімферополь              | № 66           | начальник Кримського відділка Придніпровської залізниці                                                                                 |                                   |
| Дєдков Сергій Дмитрович              | Сімферополь              | № 72           | командир корабля Сімферопольського авіаційного підприємства                                                                             |                                   |
| Дишловенко Лідія Омелянівна          | Красноперекопськ         | № 47           | апаратниця Кримського заводу двоокису титану імені 50-річчя СРСР                                                                        |                                   |
| Дмитрієв Юрій Іванович               | Кіровський район         | № 143          | 1-й секретар Кіровського районного комітету КПУ                                                                                         |                                   |
| Донцов Дмитро Іванович               | Керч                     | № 42           | бригадир судноскладальників Керченського суднобудівного заводу «Затока» імені Бутоми                                                    |                                   |
| Доценко Євгенія Дмитрівна            | Сакський район           | № 196          | бригадир інкубатора птахорадгоспу «Суворовський»                                                                                        |                                   |
| Дроздов Федір Васильович             | Саки                     | № 51           | бригадир малярів будівельного управління № 41 тресту «Євпаторіябуд»                                                                     |                                   |
| Євдокименко-Ротару Софія Михайлівна  | Ленінський район         | № 174          | солістка ансамблю «Червона рута» Кримської обласної філармонії                                                                          |                                   |
| Євтушенко Наталія Овсіївна           | Алушта                   | № 4            | заступник головного лікаря з медичної частини Алуштинської курортної поліклініки                                                        |                                   |
| Єгудін Володимир Ілліч               | Сімферопольський район   | № 211          | директор радгоспу «Гвардійський» |                                   |
| Єрмаков Микола Панасович             | Сакський район           | № 200          | військовий |                                   |
| Єрмоліна Неоніла Олександрівна       | Сімферополь              | № 78           | завідувачка організаційно-інструкторського відділу Кримського облвиконкому                                                              |                                   |
| Єфремов Ігор Леонідович              | Бахчисарайський район    | № 120          | машиніст Альминського заводу будівельних матеріалів                                                                                     |                                   |
| Жакунець Любов Степанівна            | Нижньогірський район     | № 176          | бригадир виноградарської бригади колгоспу імені XXI з'їзду КПРС                                                                         |                                   |
| Жвавець Галина Леонтіївна            | Сімферополь              | № 70           | тістознавець Сімферопольського хлібокомбінату                                                                                           |                                   |
| Жданов Юрій Володимирович            | Ленінський район         | № 173          | військовий |                                   |
| Жорич Анатолій Петрович              | Судацький район          | № 223          | начальник Кримського обласного управління внутрішніх справ                                                                              |                                   |
| Заворотинська Людмила Полікарпівна   | Ялта                     | № 102          | соусоварильниця Ялтинського рибокомбінату імені XXV з'їзду КПРС                                                                         |                                   |
| Затула Іван Артемович                | Красноперекопський район | № 161          | голова Красноперекопського райвиконкому                                                                                                 |                                   |
| Зек Світлана Павлівна                | Красноперекопськ         | № 43           | штукатур будівельного управління № 50 тресту «Перекопхімбуд»                                                                            |                                   |
| Зіннурова Людмила Іванівна           | Сімферополь              | № 82           | доцент кафедри філософії Сімферопольського державного університету імені Фрунзе                                                         |                                   |
| Іванова Ірина Володимирівна          | Сімферопольський район   | № 207          | робітниця птахозабійного цеху радгоспу імені Дзержинського                                                                              |                                   |
| Ізмайлов Віталій Віталійович         | Ялта                     | № 108          | завідувач відділу торгівлі та побутового обслуговування Кримського обкому КПУ                                                           |                                   |
| Казанцева Любов Федотівна            | Євпаторія                | № 17           | лікарка дитячого санаторію «Батьківщина»                                                                                                |                                   |
| Казарін Павло Федорович              | Кіровський район         | № 149          | Кримський обласний військовий комісар                                                                                                   |                                   |
| Калантай Олександра Яківна           | Джанкойський район       | № 134          | бригадир овочівницької бригади радгоспу імені 60-річчя Великої Жовтневої соціалістичної революції                                       |                                   |
| Калиміна Раїса Петрівна              | Феодосія                 | № 88           | контролер відділу технічного контролю Феодосійської тютюнової фабрики                                                                   |                                   |
| Кальчук Віталій Сергійович           | Ленінський район         | № 166          | електрослюсар управління будівництва Кримської атомної електростанції                                                                   |                                   |
| Кантур Федір Іванович                | Совєтський район         | № 220          | начальник політичного відділу Кримської військово-морської бази                                                                         |                                   |
| Капшук Георгій Іванович              | Красногвардійський район | № 159          | секретар Кримського обласного комітету КПУ                                                                                              |                                   |
| Карлова Валентина Пантеліївна        | Сакський район           | № 193          | викладач економіки Прибережненського радгоспу-технікуму                                                                                 |                                   |
| Кашпур Микола Васильович             | Красноперекопський район | № 162          | начальник обласного управління «Кримканалбуду»                                                                                          |                                   |
| Кирилова Галина Миколаївна           | Ялта                     | № 112          | медсестра санаторію «Лівадія» |                                   |
| Кирін Георгій Семенович              | Роздольненський район    | № 190          | голова Роздольненського райвиконкому |                                   |
| Кляритський Лев Миколайович          | Кіровський район         | № 145          | заступник голови Кримського облвиконкому                                                                                                |                                   |
| Козлова Любов Іванівна               | Сімферопольський район   | № 209          | трактористка радгоспу-заводу «Сонячний»                                                                                                 |                                   |
| Кокоуліна Ніна Сергіївна             | Красноперекопський район | № 164          | рисівник радгоспу «П'ятиозерний» |                                   |
| Колодяжна Галина Миколаївна          | Керч                     | № 35           | електрозварниця будівельного управління № 22 тресту «Керчметалургбуд»                                                                   |                                   |
| Колтунова Галина Олександрівна       | Керч                     | № 36           | емалювальниця цеху емальованого посуду Керченського металургійного заводу імені Войкова                                                 | повноваження припинені 18.03.1983 |
| Комарова Олена Василівна             | Сімферополь              | № 69           | бригадир малярів Сімферопольського домобудівного комбінату імені XXVI з'їзду КПРС                                                       |                                   |
| Кондакова Лариса Семенівна           | Джанкой                  | № 7            | пресувальниця Джанкойського машинобудівного заводу                                                                                      |                                   |
| Корецький Юрій Олександрович         | Феодосія                 | № 89           | матрос Феодосійського морського торговельного порту                                                                                     |                                   |
| Корнєєв Микола Іванович              | Алушта                   | № 3            | прокурор Кримської області |                                   |
| Коротка Катерина Василівна           | Кіровський район         | № 147          | робітниця виноградарської бригади радгоспу-заводу «Старокримський»                                                                      |                                   |
| Косарєв Петро Олексійович            | Чорноморський район      | № 229          | голова Чорноморського райвиконкому |                                   |
| Костовський Олександр Миколайович    | Ленінський район         | № 167          | водій Ленінського районного виробничого об'єднання із виробничо-технічного забезпечення сільського господарства                         |                                   |
| Костюк Євген Васильович              | Феодосія                 | № 93           | голова Феодосійського міськвиконкому |                                   |
| Косухіна Валентина Пантеліївна       | Красногвардійський район | № 151          | гідротехнік колгоспу «Дружба народів»                                                                                                   |                                   |
| Котлярова Євдокія Сергіївна          | Сімферополь              | № 55           | швачка-мотористка Сімферопольської швейної фабрики імені Крупської Кримського виробничого швейного об'єднання                           |                                   |
| Кошевенко Валентина Дмитрівна        | Сакський район           | № 198          | овочівник колгоспу імені Горького |                                   |
| Кравченко Олександр Дмитрович        | Керч                     | № 29           | трубопровідник Керченського судноремонтного заводу об'єднання «Південрибсудноремонт»                                                    |                                   |
| Креславський Геннадій Данилович      | Сімферополь              | № 79           | директор Сімферопольського електромеханічного заводу                                                                                    |                                   |
| Криворотов Володимир Іванович        | Красногвардійський район | № 154          | голова правління колгоспу «Росія» |                                   |
| Кротенко Євген Дем'янович            | Сімферополь              | № 62           | завідувач будівельного відділу Кримського обласного комітету КПУ                                                                        |                                   |
| Крючков Василь Михайлович            | Роздольненський район    | № 188          | старший чабан колгоспу імені XXII з'їзду КПРС                                                                                           |                                   |
| Крячун Андрій Васильович             | Ялта                     | № 109          | голова Ялтинського міськвиконкому |                                   |
| Кубрушко Василь Леонтійович          | Ленінський район         | № 169          | голова Ленінського райвиконкому |                                   |
| Кулішко Галина Миколаївна            | Сімферополь              | № 68           | завідувачка фінансового відділу Кримського облвиконкому                                                                                 |                                   |
| Курашик Віталій Володимирович        | Євпаторія                | № 15           | інструктор Кримського обласного комітету КПУ; голова Євпаторійського міськвиконкому                                                     |                                   |
| Курдельчук Людмила Василівна         | Алушта                   | № 1            | машиніст тісторозробних машин Алуштинського хлібокомбінату                                                                              |                                   |
| Курлигін Віктор Георгійович          | Первомайський район      | № 185          | 1-й секретар Первомайського районного комітету КПУ                                                                                      |                                   |
| Лавриненко Володимир Федорович       | Сімферополь              | № 74           | директор Сімферопольського електромашинобудівного заводу; голова Сімферопольського міськвиконкому                                       |                                   |
| Левун Любов Василівна                | Ялта                     | № 107          | кухар санаторію «Кримська здравниця» |                                   |
| Левчук Лариса Володимирівна          | Євпаторія                | № 18           | організаторка навчально-виховної роботи Євпаторійської середньої школи № 4                                                              |                                   |
| Легков Ернест Павлович               | Красногвардійський район | № 156          | завідувач Кримського обласного відділу охорони здоров'я                                                                                 |                                   |
| Леміш Борис Павлович                 | Алушта                   | № 2            | начальник Кримського обласного управління місцевої промисловості                                                                        |                                   |
| Лисенко Ніна Павлівна                | Саки                     | № 48           | лаборантка Сакського хімічного заводу імені 50-річчя Радянської України                                                                 |                                   |
| Литвиненко Інна Іванівна             | Бахчисарайський район    | № 124          | завідувачка Кримського обласного відділу соціального забезпечення                                                                       |                                   |
| Лобачова Людмила Василівна           | Джанкой                  | № 9            | старший продавець Джанкойського універмагу                                                                                              |                                   |
| Лолич Валентина Вікторівна           | Керч                     | № 41           | токар механічного цеху Керченського суднобудівного заводу «Затока» імені Бутоми                                                         |                                   |
| Лук'яненко Костянтин Петрович        | Сімферополь              | № 64           | голова Кримського обласного комітету народного контролю                                                                                 |                                   |
| Макаренко Віктор Сергійович          | Сакський район           | № 199          | 1-й секретар Кримського обласного комітету КПУ                                                                                          |                                   |
| Макарова Валентина Василівна         | Керч                     | № 39           | ізолювальниця Керченської дільниці Сімферопольського спеціалізованого управління № 71 тресту «Термоізоляція»                            |                                   |
| Максименко Ігор Миколайович          | Красногвардійський район | № 158          | директор експериментального плодорозсадницького господарства «Мир»; голова Красногвардійського райвиконкому                             |                                   |
| Максимова Ірина Сергіївна            | Ялта                     | № 110          | завідувачка кабінету лікувального харчування санаторію «Пушкіне»                                                                        |                                   |
| Малков Юрій Олександрович            | Євпаторія                | № 24           | начальник Кримського обласного управління побутового обслуговування населення                                                           |                                   |
| Малюк Тетяна Адамівна                | Джанкойський район       | № 141          | оператор тваринницького комплексу радгоспу «Насінний»                                                                                   |                                   |
| Мамонтов Василь Вікторович           | Білогірський район       | № 128          | зоотехнік-селекціонер колгоспу «Перемога»                                                                                               |                                   |
| Мартинець Григорій Павлович          | Ленінський район         | № 170          | начальник Кримського обласного управління сільського господарства                                                                       |                                   |
| Марусенко Віталій Микитович          | Керч                     | № 37           | голова Керченського міськвиконкому |                                   |
| Матвєєнко Ніна Михайлівна            | Нижньогірський район     | № 180          | майстер Нижньогірського консервного заводу                                                                                              |                                   |
| Медведєв Володимир Олексійович       | Джанкойський район       | № 135          | скотар молочно-товарної ферми колгоспу «Заповіт Леніна»                                                                                 |                                   |
| Мельничук Катерина Петрівна          | Євпаторія                | № 20           | слюсар-складальник цеху № 2 Євпаторійського дослідного механічного заводу                                                               |                                   |
| Михайленко Валентина Миколаївна      | Феодосія                 | № 92           | в'язальниця Феодосійської панчішної фабрики імені 60-річчя Радянської України                                                           |                                   |
| Могильова Наталія Володимирівна      | Сімферополь              | № 53           | монтажниця цеху № 2 заводу телевізорів імені 50-річчя СРСР Сімферопольського виробничого об'єднання «Фотон»                             |                                   |
| Можарова Ольга Анатоліївна           | Ялта                     | № 106          | складальниця виробів пластмасового цеху № 1 Ялтинського виробничого об'єднання «Таврія»                                                 |                                   |
| Моргун Раїса Леонідівна              | Білогірський район       | № 127          | бригадир садівницької бригади колгоспу «Росія»                                                                                          |                                   |
| Мордвіна Ірина Олександрівна         | Сімферополь              | № 61           | секретар Кримського обласного комітету КПУ                                                                                              |                                   |
| Мороз Валентина Миколаївна           | Джанкойський район       | № 138          | кролівник колгоспу «Україна» |                                   |
| Моторний Федір Порфирович            | Сімферопольський район   | № 206          | бригадир тракторної бригади колгоспу імені Жданова                                                                                      |                                   |
| Мрук Ольга Олександрівна             | Сімферопольський район   | № 213          | лаборантка Сімферопольської овоче-баштанної дослідної станції                                                                           |                                   |
| Муквич Ірина Юхимівна                | Феодосія                 | № 91           | кравчиня ательє № 3 Феодосійської фабрики індивідуального пошиття та ремонту одягу                                                      |                                   |
| Мухін Микола Миколайович             | Красногвардійський район | № 152          | робітник експериментального плодорозсадницького господарства «Мир»                                                                      |                                   |
| Муша Олександр Сергійович            | Чорноморський район      | № 226          | вишкомонтажник Чорноморського управління розвідувального буріння виробничого об'єднання з видобутку нафти і газу «Чорноморнафтогазпром» |                                   |
| Нагаєва Римма Олександрівна          | Сімферополь              | № 58           | набійниця малюнків Сімферопольської фабрики текстильно-художніх виробів                                                                 |                                   |
| Надтока Сергій Іванович              | Керч                     | № 26           | газоелектрозварник Керченського труболиварного заводу                                                                                   |                                   |
| Нечепоренко Владислав Михайлович     | Євпаторія                | № 16           | 1-й секретар Кримського обласного комітету ЛКСМУ                                                                                        |                                   |
| Нікуліна Євгенія Пилипівна           | Совєтський район         | № 219          | доярка колгоспу «Нове життя» |                                   |
| Овчар Галина Пилипівна               | Сакський район           | № 197          | бригадир виноградарської бригади колгоспу «Росія»                                                                                       |                                   |
| Олейников Анатолій Васильович        | Красногвардійський район | № 155          | голова правління Кримської обласної спілки споживчих товариств                                                                          |                                   |
| Ольховий Сергій Іванович             | Бахчисарайський район    | № 123          | бригадир формувальників Бахчисарайського комбінату «Будіндустрія»                                                                       |                                   |
| Онищак Євген Іванович                | Ялта                     | № 104          | бригадир комплексної бригади спеціалізованого ремонтного управління № 2 тресту «Кримспецгідрорембуд»                                    |                                   |
| Орлова Людмила Леонідівна            | Саки                     | № 50           | майстер цеху Сакського заводу мінеральних вод                                                                                           |                                   |
| Патракова Світлана Володимирівна     | Совєтський район         | № 217          | зоотехнік колгоспу «Перемога» |                                   |
| Передерко Наталія Іванівна           | Сімферополь              | № 57           | робітниця Сімферопольського виробничого шкіряно-взуттєвого об'єднання імені Дзержинського                                               |                                   |
| Перельотов Леонід Леонідович         | Ялта                     | № 99           | матрос-моторист Ялтинського морського торговельного порту                                                                               |                                   |
| Петрухненко Ольга Іванівна           | Керч                     | № 30           | швачка Керченської швейної фабрики |                                   |
| Плетмінцев Володимир Григорович      | Сімферополь              | № 87           | начальник комбінату «Кримбуд» |                                   |
| Пожитнова Наталія Георгіївна         | Ялта                     | № 100          | оператор машиннолічильного бюро Ялтинського міського виробничо-технічного вузла зв'язку                                                 |                                   |
| Польщиков Анатолій Павлович          | Судацький район          | № 224          | голова Судацького райвиконкому |                                   |
| Порожняк Світлана Олексіївна         | Джанкойський район       | № 140          | робітниця радгоспу імені 8 Березня |                                   |
| Привалов Олександр Петрович          | Джанкой                  | № 8            | голова Джанкойського міськвиконкому |                                   |
| Приходько Станіслав Григорович       | Сімферопольський район   | № 215          | начальник особливого відділу КДБ по Чорноморському флоту                                                                                |                                   |
| Прозорова Любов Василівна            | Євпаторія                | № 23           | телефоністка Євпаторійського міського вузла зв'язку                                                                                     |                                   |
| Пугачов Микола Миколайович           | Кіровський район         | № 142          | голова Кіровського райвиконкому |                                   |
| Рак Катерина Павлівна                | Кіровський район         | № 146          | бригадир виноградарської бригади радгоспу-заводу «Золоте поле»                                                                          |                                   |
| Родін Володимир Сергійович           | Сімферополь              | № 71           | начальник Кримського територіального управління Держкомітету УРСР із забезпечення нафтопродуктами                                       |                                   |
| Рош Борис Іванович                   | Білогірський район       | № 130          | голова правління колгоспу «За мир» |                                   |
| Рощупкін Олександр Мефодійович       | Керч                     | № 28           | 2-й секретар Кримського обласного комітету КПУ                                                                                          |                                   |
| Рудченко Алім Михайлович             | Сімферополь              | № 76           | начальник Кримського обласного статистичного управління                                                                                 |                                   |
| Рябіка Леонід Григорович             | Первомайський район      | № 183          | 2-й секретар Первомайського районного комітету КПУ; голова Первомайського райвиконкому                                                  |                                   |
| Рябовол Ганна Миколаївна             | Бахчисарайський район    | № 122          | садовод радгоспу-заводу «Ароматний» |                                   |
| Савенко Юрій Петрович                | Ялта                     | № 113          | начальник Головного управління Всесоюзного піонерського табору «Артек» імені Леніна                                                     |                                   |
| Саєнко Валерій Іванович              | Феодосія                 | № 95           | електромонтажник Феодосійського механічного заводу                                                                                      |                                   |
| Самсонов Борис Іванович              | Джанкойський район       | № 136          | голова Джанкойського райвиконкому |                                   |
| Сатін Михайло Григорович             | Первомайський район      | № 182          | завідувач сільськогосподарського відділу Кримського обласного комітету КПУ                                                              |                                   |
| Сахаров Юрій Іванович                | Білогірський район       | № 131          | секретар Кримського облвиконкому |                                   |
| Семакіна Алла Дем'янівна             | Судацький район          | № 222          | бригадир виноградарської бригади радгоспу-заводу «Судак»                                                                                |                                   |
| Семенцова Лідія Іванівна             | Ленінський район         | № 172          | бригадир цеху тваринництва радгоспу «Керченський»                                                                                       |                                   |
| Семенчук Василь Леонтійович          | Чорноморський район      | № 228          | 1-й заступник голови Кримського облвиконкому                                                                                            |                                   |
| Сергєєва Олена Миколаївна            | Євпаторія                | № 22           | кухар кафе «Театральне» Євпаторійського тресту ресторанів та їдалень                                                                    |                                   |
| Сєдих Євген Володимирович            | Ялта                     | № 105          | електромонтер Ялтинського міського молочного заводу                                                                                     |                                   |
| Сидорчук Наталія Григорівна          | Сімферопольський район   | № 210          | робітниця радгоспу «Урожайний» |                                   |
| Синікова Наталія Яківна              | Сімферополь              | № 59           | телеграфістка 22-го відділення зв'язку Сімферопольського поштамту                                                                       |                                   |
| Сирота Григорій Панасович            | Ялта                     | № 101          | голова Кримської обласної ради профспілок                                                                                               |                                   |
| Следь Володимир Дмитрович            | Нижньогірський район     | № 181          | військовий |                                   |
| Слободанюк Наталія Федорівна         | Сакський район           | № 194          | робітниця консервного цеху радгоспу «Дружба»                                                                                            |                                   |
| Слободанюк Петро Васильович          | Бахчисарайський район    | № 121          | тракторист колгоспу «Україна» |                                   |
| Соловйовський Анатолій Васильович    | Джанкойський район       | № 133          | директор радгоспу-заводу «Ізумрудний»; голова Джанкойського райвиконкому                                                                |                                   |
| Сорокопудова Віра Миколаївна         | Сімферополь              | № 52           | ткаля Сімферопольської бавовняної ткацької фабрики                                                                                      |                                   |
| Стадниченко Людмила Василівна        | Бахчисарайський район    | № 125          | вчителька географії середньої школи № 3 міста Бахчисарая                                                                                |                                   |
| Степанов Володимир Володимирович     | Сакський район           | № 195          | директор радгоспу «Саки» |                                   |
| Стопичева Олена Анатоліївна          | Сімферопольський район   | № 204          | пташниця птахофабрики «Південна» |                                   |
| Ступак Марія Олександрівна           | Кіровський район         | № 148          | майстер машинного доїння колгоспу «Україна»                                                                                             |                                   |
| Татарська Ніна Федосіївна            | Ялта                     | № 115          | лікарка санаторію «Піонер» |                                   |
| Тихонов Олександр Васильович         | Сімферополь              | № 85           | шліфувальник інструментального цеху Сімферопольського механічного заводу «Сантехпром»                                                   |                                   |
| Тишкін Анатолій Трохимович           | Чорноморський район      | № 230          | 1-й заступник начальника політичного управління Чорноморського флоту, контр-адмірал                                                     |                                   |
| Ткаченко Дмитро Михайлович           | Красногвардійський район | № 160          | військовий |                                   |
| Ткаченко Любов Іванівна              | Ялта                     | № 111          | начальник кондитерського цеху комбінату харчування Ялтинського тресту ресторанів та їдалень                                             |                                   |
| Тоскін Кирило Дмитрович              | Сімферополь              | № 65           | проректор з наукової роботи Кримського медичного інституту                                                                              |                                   |
| Троян Анатолій Сергійович            | Феодосія                 | № 97           | складальник Феодосійського механічного заводу                                                                                           |                                   |
| Тюханов Ігор Миколайович             | Первомайський район      | № 186          | голова Кримського обласного комітету ДТСААФ                                                                                             |                                   |
| Фадєєв Микола Миколайович            | Судацький район          | № 225          | командир 2-ї морської ракетоносної авіаційної дивізії ВПС Чорноморського флоту                                                          |                                   |
| Фіголь Катерина Олексіївна           | Первомайський район      | № 184          | бригадир-садовод колгоспу «Промінь» |                                   |
| Фомичова Людмила Єгорівна            | Білогірський район       | № 129          | помічник бригадира виноградарської бригади радгоспу-заводу «Передгір'я»                                                                 |                                   |
| Харчук Галина Анатоліївна            | Ялта                     | № 103          | контролер-касир Ялтинського курортпродторгу                                                                                             |                                   |
| Хлинов Юрій Олександрович            | Красноперекопськ         | № 44           | заступник голови Кримського облвиконкому                                                                                                |                                   |
| Храпаль Лідія Миколаївна             | Сімферопольський район   | № 214          | бригадир виноградарської бригади № 2 колгоспу імені Леніна                                                                              |                                   |
| Христенко Галина Миколаївна          | Сімферопольський район   | № 202          | помічник бригадира радгоспу-заводу «Янтарний»                                                                                           |                                   |
| Царик Василь Володимирович           | Сімферополь              | № 86           | муляр–монтажник будівельного управління № 53 тресту «Сімферопольпромбуд»                                                                |                                   |
| Цимбалюк Любов Андріївна             | Сімферополь              | № 75           | швачка-мотористка Сімферопольської швейно-галантерейної фабрики                                                                         |                                   |
| Цівадзе Шукрі Юсупович               | Феодосія                 | № 94           | керуючий Кримської обласної контори Держбанку СРСР                                                                                      |                                   |
| Цьохла Ілля Павлович                 | Сімферопольський район   | № 208          | голова Сімферопольського райвиконкому                                                                                                   |                                   |
| Чайковський В'ячеслав Федорович      | Красноперекопськ         | № 45           | 1-й секретар Красноперекопського міського комітету КПУ                                                                                  |                                   |
| Челюскін Геннадій Гаврилович         | Роздольненський район    | № 191          | командир 1-ї дивізії протиповітряної оборони (ППО)                                                                                      |                                   |
| Чепуріна Римма Миколаївна            | Джанкойський район       | № 137          | заступник голови Кримського облвиконкому                                                                                                |                                   |
| Чернякова Людмила Анатоліївна        | Євпаторія                | № 13           | кравчиня Євпаторійської фабрики індивідуального пошиття і ремонту одягу                                                                 |                                   |
| Черфас Валентин Іванович             | Нижньогірський район     | № 179          | голова правління колгоспу імені Крупської                                                                                               |                                   |
| Чистикова Лідія Миколаївна           | Бахчисарайський район    | № 116          | бригадир прищепного комплексу колгоспу імені XXII з'їзду КПРС                                                                           |                                   |
| Чорна Надія Олександрівна            | Роздольненський район    | № 187          | доярка радгоспу «Рисовий» |                                   |
| Чухров Валерій Миколайович           | Джанкой                  | № 12           | оглядач-ремонтник вагонів Джанкойського вагонного депо                                                                                  |                                   |
| Шавін Олександр Федорович            | Джанкойський район       | № 139          | начальник Кримського обласного виробничого управління меліорації і водного господарства                                                 |                                   |
| Швецов Володимир Олександрович       | Саки                     | № 49           | голова Сакського міськвиконкому |                                   |
| Шердиць Марія Василівна              | Ялта                     | № 114          | кухар санаторного пансіонату «Місхор»                                                                                                   |                                   |
| Шешуков Вікентій Іванович            | Сімферопольський район   | № 212          | заступник голови Кримського облвиконкому, голова обласної планової комісії                                                              |                                   |
| Шинкаренко Валентина Миколаївна      | Сімферополь              | № 81           | робітниця бляшанобанкового цеху Сімферопольського консервного заводу імені Кірова                                                       |                                   |
| Шостак Володимир Семенович           | Сімферополь              | № 54           | начальник Кримського обласного управління торгівлі                                                                                      |                                   |
| Шуляк Євгенія Савеліївна             | Сімферополь              | № 83           | штукатур будівельного управління № 51 тресту «Сімферопольпромбуд»                                                                       |                                   |
| Щукіна Віра Гнатівна                 | Судацький район          | № 221          | виноградар радгоспу-заводу «Коктебель»                                                                                                  |                                   |
| Югріна Наталія Олександрівна         | Керч                     | № 25           | рибообробниця Керченського рибоконсервного філіалу об'єднання «Керчрибпром»                                                             |                                   |
| Яворська Валентина Дмитрівна         | Сімферопольський район   | № 203          | бригадир виноградарської бригади колгоспу «Шлях Леніна»                                                                                 |                                   |
| Відоменко Валерій Андроникович       | Керч                     | № 33           | начальник управління КДБ по Кримській області                                                                                           | дообраний 24.04.1983              |
| Козаряд Ірина Василівна              | Керч                     | № 36           | старша емалювальниця Керченського металургійного заводу імені Войкова                                                                   | дообрана 24.04.1983               |
| Костян Наталія Михайлівна            | Джанкой                  | № 10           | робітниця? | дообрана 14.12.1983               |
| Гречихін Сергій Іванович             | Керч                     | № 31           | докер-механізатор Керченського морського торговельного порту                                                                            | дообраний 14.12.1983              |
| Шляхов С.М.                          | Керч                     | № 34           | | дообраний 14.12.1983              |

7 липня 1982 року відбулася 1-а сесія Кримської обласної ради народних депутатів 18-го скликання. Головою виконкому обраний Бахтін Юрій Георгійович; першими заступниками голови виконкому — Кляритський Лев Миколайович і Семенчук Василь Леонтійович; заступниками голови виконкому — Хлинов Юрій Олександрович, Чепуріна Римма Миколаївна, Шешуков Вікентій Іванович; секретарем облвиконкому — Сахаров Юрій Іванович.
Членами виконкому ради обрані: Даниленко Михайло Макарович, Жорич Анатолій Петрович, Котлярова Євдокія Сергіївна, Криворотов Володимир Іванович, Кулішко Галина Миколаївна, Лавриненко Володимир Федорович, Макаренко Віктор Сергійович, Мартинець Григорій Павлович.
Головами комісій Кримської обласної Ради обрані: мандатної — Арбузов Валерій Дмитрович, планово-бюджетної — Рудченко Алім Михайлович, з питань промисловості, транспорту і зв'язку — Марусенко Віталій Микитович, з питань сільського господарства — Авраамов Георгій Миколайович, з питань народної освіти — Зіннурова Людмила Іванівна, з питань культурно-освітньої роботи — Крячун Андрій Васильович, з питань торгівлі і громадського харчування — Ізмайлов Віталій Віталійович, з питань охорони природи і раціонального використання природних ресурсів — Курлигін Віктор Георгійович, з питань побутового обслуговування населення — Бойко Федір Никонович, з питань будівництва і промисловості будівельних матеріалів — Кротенко Євген Дем'янович, з питань праці і побуту жінок, охорони материнства і дитинства — Мордвіна Ірина Олександрівна, з питань комунального господарства, благоустрою і шляхового будівництва — Привалов Олександр Петрович, з питань соціалістичної законності і охорони державного та громадського порядку — Самсонов Борис Іванович, з питань охорони здоров'я і соціального забезпечення — Тоскін Кирило Дмитрович, у справах молоді — Костюк Євген Васильович.
Сесія затвердила обласний виконавчий комітет у складі: голова планової комісії — Шешуков Вікентій Іванович, завідувач відділу народної освіти — Савенко Юрій Петрович, завідувач відділу охорони здоров'я — Легков Ернест Павлович, завідувач фінансового відділу— Кулішко Галина Миколаївна, завідувач відділу соціального забезпечення — Литвиненко Інна Іванівна, завідувач організаційно-інструкторського відділу — Єрмоліна Неоніла Олександрівна, завідувач відділу з питань праці — Дубов Валентин Федорович, завідувач відділу цін — Вареников І. Д., завідувач відділу запису актів громадського стану (ЗАГС) — Федорових І. В., завідувач архівного відділу — Суботіна І. В., завідувач загального відділу — Левченко Григорій Федорович, начальник відділу у справах будівництва і архітектури — Фуклєв В. М., начальник відділу юстиції — Шеблаєв В. Т., начальник управління внутрішніх справ — Жорич Анатолій Петрович, начальник управління сільського господарства — Мартинець Григорій Павлович, начальник управління меліорації і водного господарства — Шавін Олександр Федорович, начальник управління торгівлі — Шостак Володимир Семенович, начальник управління місцевої промисловості — Леміш Борис Павлович, начальник управління побутового обслуговування населення — Малков Юрій Олександрович, начальник управління комунального господарства — Альохін Михайло Данилович, начальник управління кінофікації — Мірошниченко Володимир Миколайович, начальник управління професійно-технічної освіти — Домбровський Олександр Олександрович, начальник управління у справах видавництв, поліграфії і книжкової торгівлі — Букетов В. І., начальник управління хлібопродуктів — Гнойовий М. А., начальник виробничо-технічного управління зв'язку — Соловйов Юрій Олексійович, начальник управління харчової промисловості — Раєвський Д. І., начальник управління житлового господарства — Іваненко І. С., начальник управління лісового господарства і лісозаготівель — Ісаєнко О. Б., начальник управління капітального будівництва — Карпович В. Ф., начальник управління громадського харчування — Окуневський В. Я., начальник аптечного управління — Радченко В. Д., начальник управління з питань заготівель і постачання паливом населення, комунально-побутових підприємств і установ — Рублевський В. І., начальник виробничого управління будівництва та експлуатації автомобільних доріг — Тюкін І. Ф., начальник управління з питань охорони державних таємниць у пресі — Гузенко В. В., голова комітету з телебачення і радіомовлення — Качанов П. В., голова комітету з фізичної культури і спорту — Гостєв Микола Тимофійович, голова комітету народного контролю — Лук'яненко Костянтин Петрович. Головою Кримського обласного суду обраний Волянський Микола Петрович.